# Virginia Slims Championships 1985
Virginia Slims Championships 1985 - 14-й за ліком завершальний турнір сезону, щорічний тенісний турнір серед найкращих гравчинь в рамках світової чемпіонської серії Вірджинії Слімс 1984. Тривав з 18 до 24 березня 1985 року в Медісон-сквер-гарден у Нью-Йорку (США). Перша сіяна Мартіна Навратілова здобула титул в одиночному розряді.

## Фінальна частина

### Одиночний розряд
Мартіна Навратілова defeated  Гелена Сукова, 6–3, 7–5, 6–4

### Парний розряд
Мартіна Навратілова /  Пем Шрайвер defeated  Клаудія Коде-Кільш /  Гелена Сукова, 6–7, 6–4, 7–6